# 米格尔·华雷斯·塞尔曼
米格尔·华雷斯·塞尔曼（西班牙語：Miguel Juárez Celman，1844年9月29日—1909年4月14日) ，阿根廷总统（1886年—1890年），律师和政治家。
华雷斯来自一个贵族家庭，1869年他成为一个律师，由于他和胡利奥·阿亨蒂诺·罗加总统的亲属关系，推进了他进入立法事业。1880年当选科尔多瓦省省长。他是教会与政府分开的一个刚烈促进者和一个贵族自由主义者。他促进了公共建设，但不能维护经济稳定，必须应付激进公民联盟党领袖莱昂德罗·阿莱姆的强有力的反对，1890年他被迫辞职和从政治生活退休。
| 前任： 安东尼奥·德尔比索    | 科尔多瓦省省长 1880年—1883年 | 繼任： 格雷戈里奥·加维尔 |
| 前任： 胡利奥·阿根提诺·罗卡 | 阿根廷总统 1886年—1890年     | 繼任： 卡洛斯·佩列格里尼 |